# Parc floral de Paris

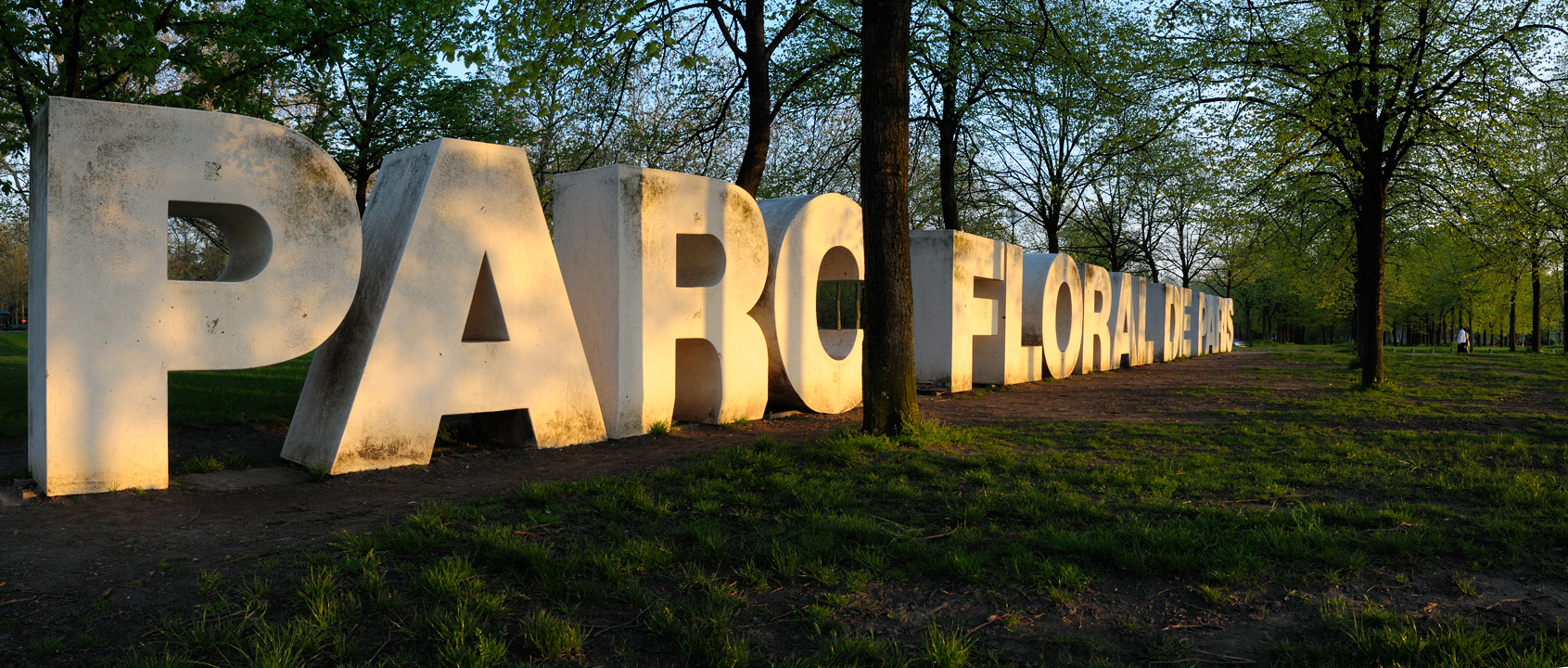
Einer der beiden Eingänge des Parc floral de Paris

Der Parc floral de Paris wurde 1969 im Bois de Vincennes im Osten von Paris angelegt und ist seit 1998 Bestandteil des Botanischen Gartens der Stadt Paris. Er ist 31 Hektar groß. 

## Sammlungen
Einige Sammlungen (z. B. Iris, Kamelien und Rhododendren) sind von nationaler oder internationaler Bedeutung. Auf dem Gelände befinden sich ein Bonsai-, ein Efeu- und ein Arzneipflanzengarten sowie ein Garten für Pflanzen des Mittelmeerraumes. Außerdem beherbergt der Park einen Schmetterlingsgarten mit 40 Arten.